# Парксбург (Пенсільванія)
Парксбург (англ. Parkesburg) — місто (англ. borough) в США, в окрузі Честер штату Пенсільванія. Населення — 3862 особи (2020).

## Географія
Парксбург розташований за координатами 39°57′34″ пн. ш. 75°55′5″ зх. д. / 39.95944° пн. ш. 75.91806° зх. д. (39.959568, -75.918044).  За даними Бюро перепису населення США в 2010 році місто мало площу 3,30 км², з яких 3,29 км² — суходіл та 0,01 км² — водойми.

## Демографія
Згідно з переписом 2010 року, у селищі мешкали 3593 особи в 1366 домогосподарствах у складі 922 родин. Густота населення становила 1089 осіб/км².  Було 1506 помешкань (456/км²).
Расовий склад населення:
| - 86,1 % — білих - 9,0 % — чорних або афроамериканців - 0,9 % — корінних американців - 0,3 % — азіатів - 0,1 % — вихідців з тихоокеанських островів - 1,4 % — осіб інших рас |

До двох чи більше рас належало 2,1 %. Частка іспаномовних становила 7,5 % від усіх жителів.
За віковим діапазоном населення розподілялося таким чином: 26,9 % — особи молодші 18 років, 60,5 % — особи у віці 18—64 років, 12,6 % — особи у віці 65 років та старші. Медіана віку мешканця становила 36,1 року. На 100 осіб жіночої статі у селищі припадало 90,3 чоловіків;  на 100 жінок у віці від 18 років та старших — 88,9 чоловіків також старших 18 років.
Середній дохід на одне домашнє господарство  становив 64 097 доларів США (медіана — 59 059), а середній дохід на одну сім'ю — 76 800 доларів (медіана — 76 852). За межею бідності перебувало 3,4 % осіб, у тому числі 2,7 % дітей у віці до 18 років та 5,2 % осіб у віці 65 років та старших.
Цивільне працевлаштоване населення становило 1772 особи. Основні галузі зайнятості: освіта, охорона здоров'я та соціальна допомога — 21,9 %, виробництво — 12,7 %, науковці, спеціалісти, менеджери — 11,6 %.